# سبنسر ستون
سبنسر ستون (بالإنجليزية: Spencer Stone؛ بالفرنسية: Spencer Stone) هو ممثل فرنسي وأمريكي، ولد في 13 أغسطس 1992 في ساكرامنتو في الولايات المتحدة.

## وصلات خارجية
- سبنسر ستون على موقع IMDb (الإنجليزية)